# Spike Milligan
'Spike Milligan, Terence Alan Patrick Seán Milligan (Ahmednagar, Brit India, 1918. április 16.  – Rye, East Sussex, Anglia, 2002. február 27.) ír származású komikus, író, zenész, költő, színész.

## Pályafutása
Születési helye Brit India, mely akkor a Brit Birodalom része volt. Később az Egyesült Királyságban élt. 1962-ben megkapta az ír állampolgárságot. 
Nagy  hatással volt rá többek között Walt Disney és Jacques Tati.
Legismertebb munkája a The Goon Show rádiós vígjáték sorozat volt, melyet 1951-től 1960-ig többek között Peter Sellers-szel játszottak. A The Idiot Weekly (A hét hülyéje) pedig 1958-1962 között ment a rádióban.
A Q című 38 epizódos félórás szkeccs tévésorozat, melyet 1969-től 1982-ig sugárzott a BBC, szintén nagy sikert aratott.
Szürreális humorú műsorainak, célja a háború utáni korszak brit humorának felélesztése. Rádiós- és televíziós munkássága nagy befolyással volt Peter Cookra, Marty Feldmanra és a Monty Python csoport tagjaira is jelentős hatást tett, akikkel később együtt is dolgozott, valamint Eddie Izzardra.

## Magánélete
Háromszor nősült:
- June Marlow (1952–1960)
- Patricia Ridgeway (1962–1978)
- Shelagh Sinclair (1983–2002)

Négy gyermeke született házasságaiból és egy, egy házasságon kívüli kapcsolatból.

## Díjai
- BAFTA-díj (Legjobb író: 1956)
- A Brit Birodalom Rendje tisztikereszt (OBE) (1992)
- A Brit Birodalom Rendje lovagparancsnoki kereszt (KBE) (2001)

## Filmjei
- Sárgaszakáll (1982)
- A Föld története (1981)
- Brian élete (1979)
- A sátán kutyája (1978)
- Zűrzafír, avagy hajsza a kék tapírért (1977)
- A három testőr, avagy a királyné gyémántjai (1973)
- Alice Csodaországban (1972)